# الدورة 28 لمهرجان فيسباكو
أقيمت الدورة 28 لمهرجان فيسباكو بين 25 فبراير و 4 مارس 2023. في ظل أحداث انقلاب بوركينا فاسو سبتمبر 2022، أجريت النسخة تحت إشراف عسكري وكان موضوعها "السينما الإفريقية وثقافة السلام" بميزانية قدرها حوالي ملياري فرنك إفريقي. اختير 170 عملًا من أصل 1200 مرشحًا للتنافس في المهرجان من بينها خمسة عشر طوال، وترأست لجنة تحكيمها الكبرى التونسية درة بوشوشة. كانتا تونس والكاميرون الأكثر حضورا بفيلمين لكل منهما، بينما حلت مالي كضيف شرف للدورة بدلا من توغو بإعلان مفاجئ في الثاني من فبراير. احتفلت النسخة أيضا بمئوية عثمان سيمبين المخرج السنغالي الكبير.

## الملصق الرسمي
تماشيا مع المناخ السياسي المضطرب إبان المهرجان، صمم الملصق تيمنا بملكة قبائل الأزناس الهوساوة في النيجر المناضلة ساراوونيا التي قاومت حملة فوليه-شانوان وجسد ميد هوندو قصتها في فيلم باسمها عام 1986 مبني بدوره على رواية النيجري عبد الله ماماني. وبعدها بعام واحد، خلال النسخة العاشرة من فيسباكو، ربح ميد هوندو جائزة حصان ينينجا الذهبي على عمله.

## لجنة التحكيم
انقسمت اللجنة إلى سبع لجان فرعية، واحتوت كل منها على شخصيات من مختلف أنحاء إفريقيا، على النحو التالي:
- ترأست درة بوشوشة أولا لجنة تحكيم الأفلام الطويلة، والتي ضمت أيضا الصومالي خضر عيدروس أحمد والليسوتوي ليموهانغ إرميا موسى، وأربعة آخرين.
- ترأس المخرج جنوب الإفريقي ستيفن ماركوفيتز لجنة الوثائقيات الطويلة التي ضمت ستة آخرين.
- ترأس كانلي أفولايان اللجنة المنظورية التي ضمت أربعة آخرين.
- ترأس أردجوما سوما، المندوب السابق لفيسباكو لجنة القسم البوركيني، والتي ضمت أيضا المخرجة الأنغولية بوكاس باسكوال مع ثلاثة آخرين.
- ترأست المخرجة الكاميرونية فرانسواز ايلونغ لجنة الأفلام القصيرة والتي ضمت أربعة آخرين.
- ترأس المنتج العاجي الغوادلوبي نياما بادي ديجا لجنة المسلسلات والرسوم المتحركة والتي ضمت أربعة آخرين.
- وترأس بيدرو سوليه من الرأس الأخضر لجنة أفلام المعاهد السينمائية والتي ضمت أربعة آخرين.

## المتنافسون
أعلنت الجمعية المنظمة لمهرجان فيسباكو عبر مندوبها العام في مؤتمر صحفي عن القائمة الرسمية للمتنافسين في الثالث عشر من يناير 2023، والتي ضمت 170 عملا من 35 بلد في مختلف الفئات الإحدى عشر.